# Rubus pfuhlianus
Rubus senticosus — вид квіткових рослин з родини трояндових (Rosaceae). Ендемік Польщі. Це чіпкий чагарник, який росте в помірному біомі.